# العلاقات السريلانكية المولدوفية
العلاقات السريلانكية المولدوفية هي العلاقات الثنائية التي تجمع بين سريلانكا ومولدوفا.

## مقارنة بين البلدين
هذه مقارنة عامة ومرجعية للدولتين:
| وجه المقارنة                                              | سريلانكا                         | مولدوفا                           |
| --------------------------------------------------------- | -------------------------------- | --------------------------------- |
| المساحة (كم2)                                             | 65.61 ألف                        | 33.85 ألف                         |
| عدد السكان (نسمة)                                         | 21.44 مليون                      | 2.55 مليون                        |
| الكثافة السكانية (ن./كم²)                                 | 326.78                           | 75.33                             |
| العاصمة                                                   | سري جاياواردنابورا كوتي، كولمبو  | كيشيناو                           |
| اللغة الرسمية                                             | اللغة السنهالية، اللغة التاميلية | اللغة المولدوفية، اللغة الرومانية |
| العملة                                                    | روبية سريلانكي                   | ليو مولدوفي                       |
| الناتج المحلي الإجمالي (بليون دولار)                      | 87.17 مليار                      | 8.13 مليار                        |
| الناتج المحلي الإجمالي (تعادل القوة الشرائية) بليون دولار | 246.62 مليار                     | 17.94 مليار                       |
| الناتج المحلي الإجمالي الاسمي للفرد دولار أمريكي          | 3.93 ألف                         | 3.65 ألف                          |
| الناتج المحلي الإجمالي للفرد دولار أمريكي                 | 11.11 ألف                        | 4.98 ألف                          |
| مؤشر التنمية البشرية                                      | 0.757                            | 0.693                             |
| رمز المكالمات الدولي                                      | +94                              | +373                              |
| رمز الإنترنت                                              | .lk،                             | .md                               |
| المنطقة الزمنية                                           | ت ع م+05:30                      | ت ع م+02:00، ت ع م+03:00          |

## منظمات دولية مشتركة
يشترك البلدان في عضوية مجموعة من المنظمات الدولية، منها:
| علم المنظمة | اسم المنظمة                               | تاريخ انضمام سريلانكا | تاريخ انضمام مولدوفا |
| ----------- | ----------------------------------------- | --------------------- | -------------------- |
|             | مؤسسة التنمية الدولية                     | 27 يونيو 1961         | 14 يونيو 1994        |
|             | يونسكو                                    | 14 نوفمبر 1949        | 27 مايو 1992         |
|             | وكالة ضمان الاستثمار متعدد الأطراف        | 27 مايو 1988          | 9 يونيو 1993         |
|             | الأمم المتحدة                             | 14 ديسمبر 1955        | 2 مارس 1992          |
|             | الاتحاد البريدي العالمي                   | ?                     | ?                    |
|             | البنك الدولي للإنشاء والتعمير             | 29 أغسطس 1950         | 12 أغسطس 1992        |
|             | الاتحاد الدولي للاتصالات                  | 1897                  | 20 أكتوبر 1992       |
|             | منظمة حظر الأسلحة الكيميائية              | ?                     | ?                    |
|             | مؤسسة التمويل الدولية                     | 20 يوليو 1956         | 10 مارس 1995         |
|             | المركز الدولي لتسوية المنازعات الاستشارية | 11 نوفمبر 1967        | 4 يونيو 2011         |
|             | منظمة التجارة العالمية                    | ?                     | ?                    |
|             | منظمة الشرطة الجنائية الدولية             | ?                     | ?                    |

## وصلات خارجية
- موقع وزارة الخارجية السريلانكية
- موقع وزارة الخارجية المولدوفية